# Vasco Luís da Gama
Dom Vasco Luís da Gama foi um diplomata e político português, descendente do navegador e explorador português Vasco da Gama. Era filho do 4.° conde da Vidigueira, o então Dom Francisco da Gama. Sucedeu seu pai como 5.° conde da Vidigueira. 

## Biografia
Nasceu em 14 de dezembro de 1612, com seu pai tendo 47 anos e sua mãe 34 anos de idade. 
Casou-se com D. Inês de Noronha com a qual teve como filho Francisco Luís Baltasar António da Gama, o futuro segundo Marquês de Nisa e sexto Conde da Vidigueira. Teve um segundo casamento com D. Beatriz de Mascarenhas, e teve um outro filho, Vasco José Luís Baltasar da Gama.
Desempenhou cargos diplomáticos na França, entre os anos de 1642 e 1649. Naquele momento era o país com o qual Portugal pretendia criar uma aliança. E na Espanha, em 1668. Vale ressaltar que 1668 foi o ano do acordo de paz firmado através do Tratado de Lisboa entre Portugal e Espanha a fim de terminar com a Guerra da Restauração; onde D. Vasco Luís da Gama teve papel importante juntamente com outros representantes dos respectivos reinos, inclusive com a participação também do reino da Inglaterra, como mediadora.
Em 1646 foi-lhe outorgado o título de 1.º marquês de Nisa, com a permissão de o primeiro varão da família continuar a utilizar o título de conde da Vidigueira. Isso foi lhe concedido como recompensa ao seu notável desempenho na primeira missão diplomática na França.

## Morte
Faleceu no outono de 1676, com 63 anos. Seu sepultamento se deu na Igreja Nossa Senhora das Relíquias, na região do Alentejo, distrito de Beja.